# Sergej Syrtsov

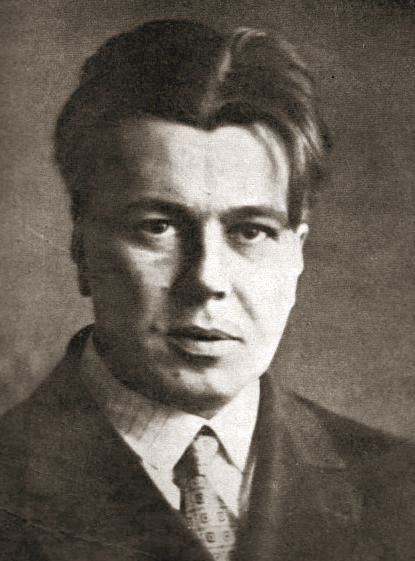
Sergej Syrtsov in 1929

Sergej Ivanovitsj Syrtsov (Russisch: Серге́й Ива́нович Сырцо́в) (Slavgorod, 5 juli 1893 – Moskou, 10 september 1937), was een Sovjet-Russisch politicus, journalist en opponent van Stalins collectivisatie.
Syrtsov kwam uit een ambtenarenfamilie. Hij studeerde economie in Sint-Petersburg en trad als student toe tot de Russische Sociaal Democratische Arbeiderspartij (RSDAP) en de bolsjewistische vleugel (Bolsjewieken) van die partij (1913). Wegens zijn revolutionaire activiteiten als student werd hij naar Siberië verbannen. Na de Februarirevolutie (1917) keerde Syrtsov naar Sint-Petersburg terug. De partij stuurde hem naar Rostov aan de Don. Tijdens de Oktoberrevolutie (1917) trad hij op in de revolutionaire raad van de Don en als lid van het plaatselijke Militaire Revolutionaire Comité. Van november 1917 tot februari 1918 was hij zowel voorzitter van de revolutionaire raad als voorzitter van het Militair Revolutionaire Comité van de Don. In die functie leidde hij een strafexpeditie tegen de Don-kozakken, die felle tegenstanders van de communisten waren. 
Van april tot september 1918 was Syrtsov vicevoorzitter van de Raad van Volkscommissarissen van de Don-Sovjet Republiek. Tot 1919 was hij lid van het Don Bureau binnen de Russische Communistische Partij. Van 1920 tot 1921 was Syrtsov secretaris van de provinciale raad van Odessa. Hij speelde ook een rol bij de onderdrukking van de Kronsjtadt revolte (1921). Na de invoering van de Nieuwe Economische Politiek (NEP) van Lenin, die een gedeeltelijke liberalisatie van de economie inhield, werd Syrtsov een voorstander van deze nieuwe economie.
In 1924 werd hij kandidaat-lid van het Centraal Comité van de communistische partij en journalist voor de door hem opgerichte Kommunisticheskaya revolyutsiya ('Communistische Revolutie'). In 1926 werd hij voorzitter van het Regionale Comité van de Siberische partij afdeling en een jaar later lid van het Centraal Comité van de Communistische Partij van de Sovjet-Unie. In 1929 werd hij gewoon lid van het Centraal Comité, kandidaat-lid van het politbureau en in mei 1929 tot voorzitter benoemd van de Raad van Volkscommissarissen van de Russische Socialistische Federatieve Sovjetrepubliek (RSFSR). Deze laatste functie bracht ook het lidmaatschap van het Centraal Uitvoerend Comité van de Opperste Sovjet van de USSR met zich mee. 
Zijn aanhoudende kritiek over Stalins collectivisatie leidde in november 1930 tot zijn afzetting als voorzitter van de Raad van Volkscommissarissen van RSFSR en als lid van het Centraal Uitvoerend Comité van de Opperste Sovjet van USSR. Hij werd opgevolgd door Danil Sulimov. Op 3 december 1930 werd hij tevens uit het Centraal Comité en het politbureau van de CPSU gezet.
Syrtsov werd daarna lid van het bestuur van de Ekspoles Company (hout exportatie bedrijf) en directeur van de Elektrostal (elektriciteitsbedrijf). In 1937 werd Syrtsov gearresteerd, in staat van beschuldiging gesteld en terechtgesteld.
Zie ook: stalinisme - Stalin - Russische Socialistische Federatieve Sovjetrepubliek